# Ligny-le-Ribault
Ligny-le-Ribault és un municipi francès, situat al departament del Loiret i a la regió de Centre – Vall del Loira. L'any 2007 tenia 1.316 habitants.

## Demografia

### Població
El 2007 la població de fet de Ligny-le-Ribault era de 1.316 persones. Hi havia 540 famílies, de les quals 142 eren unipersonals (49 homes vivint sols i 93 dones vivint soles), 187 parelles sense fills, 183 parelles amb fills i 28 famílies monoparentals amb fills.
La població ha evolucionat segons el següent gràfic:
Habitants censats

### Habitatges
El 2007 hi havia 714 habitatges, 545 eren l'habitatge principal de la família, 123 eren segones residències i 46 estaven desocupats. 675 eren cases i 35 eren apartaments. Dels 545 habitatges principals, 412 estaven ocupats pels seus propietaris, 117 estaven llogats i ocupats pels llogaters i 16 estaven cedits a títol gratuït; 2 tenien una cambra, 24 en tenien dues, 92 en tenien tres, 124 en tenien quatre i 302 en tenien cinc o més. 399 habitatges disposaven pel capbaix d'una plaça de pàrquing. A 210 habitatges hi havia un automòbil i a 282 n'hi havia dos o més.

### Piràmide de població
La piràmide de població per edats i sexe el 2009 era:
| Homes | Edats   | Dones |
| ----- | ------- | ----- |
| 0     | 95 o +  | 0     |
| 0     | 90 a 94 | 12    |
| 12    | 85 a 89 | 20    |
| 16    | 80 a 84 | 12    |
| 32    | 75 a 79 | 40    |
| 20    | 70 a 74 | 16    |
| 32    | 65 a 69 | 32    |
| 20    | 60 a 64 | 28    |
| 40    | 55 a 59 | 28    |
| 52    | 50 a 54 | 44    |
| 32    | 45 a 49 | 40    |
| 32    | 40 a 44 | 44    |
| 56    | 35 a 39 | 52    |
| 36    | 30 a 34 | 64    |
| 24    | 25 a 29 | 8     |
| 8     | 20 a 24 | 20    |
| 24    | 15 a 19 | 40    |
| 32    | 10 a 14 | 36    |
| 60    | 5 a 9   | 20    |
| 16    | 0 a 4   | 16    |

## Economia
El 2007 la població en edat de treballar era de 825 persones, 634 eren actives i 191 eren inactives. De les 634 persones actives 597 estaven ocupades (304 homes i 293 dones) i 37 estaven aturades (19 homes i 18 dones). De les 191 persones inactives 79 estaven jubilades, 65 estaven estudiant i 47 estaven classificades com a «altres inactius».

### Ingressos
El 2009 a Ligny-le-Ribault hi havia 548 unitats fiscals que integraven 1.331,5 persones, la mediana anual d'ingressos fiscals per persona era de 20.821 €.

### Activitats econòmiques
Dels 55 establiments que hi havia el 2007, 1 era d'una empresa alimentària, 3 d'empreses de fabricació d'altres productes industrials, 10 d'empreses de construcció, 8 d'empreses de comerç i reparació d'automòbils, 3 d'empreses de transport, 5 d'empreses d'hostatgeria i restauració, 1 d'una empresa d'informació i comunicació, 1 d'una empresa financera, 3 d'empreses immobiliàries, 8 d'empreses de serveis, 10 d'entitats de l'administració pública i 2 d'empreses classificades com a «altres activitats de serveis».
Dels 14 establiments de servei als particulars que hi havia el 2009, 1 era una oficina de correu, 1 taller de reparació d'automòbils i de material agrícola, 1 paleta, 1 guixaire pintor, 1 fusteria, 5 electricistes, 2 perruqueries i 2 restaurants.
Dels 4 establiments comercials que hi havia el 2009, 1 era un hipermercat, 1 una botiga de menys de 120 m², 1 una fleca i 1 una llibreria.
L'any 2000 a Ligny-le-Ribault hi havia 16 explotacions agrícoles que ocupaven un total de 212 hectàrees.

## Equipaments sanitaris i escolars
El 2009 hi havia 1 farmàcia i 1 ambulància.
El 2009 hi havia una escola elemental.

## Poblacions més properes
El següent diagrama mostra les poblacions més properes.